# Malankarska archidiecezja Ameryki
Malankarska archidiecezja Ameryki – diecezja Syryjskiego Kościoła Ortodoksyjnego z siedzibą w Whippany.
Została erygowana w 1993. Archidiecezja posługuje się obrządkiem syromalankarskim i podlega patriarchatowi Antiochii.